# Manuscrito Ao Vivo
Manuscrito Ao Vivo é o primeiro álbum ao vivo da cantora e compositora brasileira Sandy, lançado em 24 de novembro de 2011 através da Universal Music. O show foi gravado no dia 24 de agosto de 2011 no Teatro Bradesco, na cidade de São Paulo. Trata-se do registro do show Manuscrito, a turnê de seu álbum de estreia solo. Para o registro, Sandy convidou os cantores brasileiros Seu Jorge e Lenine, além da cantora britânica Nerina Pallot.

## Antecedentes
Em 3 de julho de 2011, ela anunciou através de sua conta no Twitter que lançaria um DVD retirado de sua turnê Manuscrito. Na ocasião, a cantora anunciou a data de gravação para 24 de agosto de 2011 no Teatro Bradesco. Durante a coletiva de imprensa no dia 24 de agosto de 2011, antes de subir ao palco, Sandy declarou que a gravação de um DVD fruto do álbum Manuscrito (2010) era um projeto que havia definido há algum tempo, sendo a "realização de um sonho" em sua vida profissional:

"Vivo sonhando e realizando. Esse DVD é meu último sonho. Estou ansiosa. Animada e empolgada também. Essa é a gravação do show que já está na estrada há um tempinho e isso me poupa de alguns estresses porque já experimentei o repertório. E também, sei que meu público gostou do resultado, me apoiou."

## Gravação e produção
O concerto de Sandy foi produzido e dirigido por seu irmão, o músico Junior Lima, com quem também havia trabalhado em seu álbum de estreia. Seu marido e produtor musical, Lucas Lima também produziu o projeto. Douglas Aguillar foi responsável pela direção artística. A estrutura do palco contou com tapetes, molduras, lustres, projetores e uma mesinha de centro, reproduzindo o mesmo cenário da turnê Manuscrito. Sobre essa escolha, a cantora declarou que era um espetáculo intimista, sem pretensões de ser um grande show, alegando até mesmo que faria apenas uma troca de roupas, não fazendo nem mesmo tal troca durante todo o show. Os convidados foram os cantores Lenine ("Sem Jeito"), Seu Jorge ("Tão Comum") e Nerina Pallot (em "Dias Iguais" e na faixa-bônus "Idaho").

## Recepção da crítica
| Críticas profissionais | Críticas profissionais |
| Avaliações da crítica  | Avaliações da crítica  |
| Fonte                  | Avaliação              |
| ---------------------- | ---------------------- |
| POPLine                | 3 de 5 estrelas.       |
| Notas Musicais         | 3 de 5 estrelas.       |

Alex Alves, do site POPLine, avaliou a performance de Sandy no DVD como "morna e técnica", alegando que a cantora se prende muito ao roteiro do show, dando pouco espaço para "espontaneidade". Ele deu ênfase à performance de Sandy na canção "Estranho Jeito de Amar": "A canção começa com uma intrigante interpretação de um guitarrista multifacetado logo atrás de Sandy. Após tal momento, o público parece se conectar perfeitamente com a cantora que faz a melhor performance do DVD. A artista mescla, finalmente, técnica com espírito de intérprete. As imagens em preto e branco são bem utilizadas e os demais solos de guitarra ao longo da canção são muito bem empregados."
Mauro Ferreira, do Notas Musicais, escreveu: "A qualidade da filmagem é primorosa, inclusive quando aborda a plateia composta por fãs arrebatados. Musicalmente, Manuscrito Ao Vivo expõe acertos e erros de Sandy. A cantora e compositora parece à vontade ao apresentar canções autorais como Pés Cansados, Dedilhada e Ela/Ele. Em contrapartida, falta naturalidade quando Sandy incursiona por temas alheios como Hoje Eu Quero Sair Só."

## Lista de faixas
| CD  |                                                                               |         |  |
| N.º | Título                                                                        | Duração |  |
| 1.  | "Pés Cansados"                                                                | 4:02    |  |
| 2.  | "Dedilhada"                                                                   | 3:18    |  |
| 3.  | "Ela/Ele"                                                                     | 3:35    |  |
| 4.  | "Perdida e Salva"                                                             | 3:35    |  |
| 5.  | "Beija Eu"                                                                    | 3:55    |  |
| 6.  | "Tão Comum" (com participação de Seu Jorge)                                   | 3:33    |  |
| 7.  | "Hoje Eu Quero Sair Só"                                                       | 5:15    |  |
| 8.  | "Sem Jeito" (com participação de Lenine)                                      | 2:59    |  |
| 9.  | "O Que Faltou Ser"                                                            | 2:57    |  |
| 10. | "Dias Iguais" (com participação de Nerina Pallot)                             | 3:38    |  |
| 11. | "Estranho Jeito de Amar"                                                      | 5:15    |  |
| 12. | "Casa"                                                                        | 3:58    |  |
| 13. | "Quem Eu Sou"                                                                 | 4:05    |  |
| 14. | "Tempo" (com participação de Nerina Pallot, Lenine , Seu Jorge & Junior Lima) | 5:13    |  |

| DVD |                                                                               |         |  |
| N.º | Título                                                                        | Duração |  |
| 1.  | "Pés Cansados"                                                                | 3:28    |  |
| 2.  | "Dedilhada"                                                                   | 3:17    |  |
| 3.  | "Ela/Ele"                                                                     | 3:31    |  |
| 4.  | "Perdida e Salva"                                                             | 3:17    |  |
| 5.  | "Beija Eu"                                                                    | 4:10    |  |
| 6.  | "Put Your Records On"                                                         | 3:10    |  |
| 7.  | "Tão Comum" (com participação de Seu Jorge)                                   | 3:31    |  |
| 8.  | "Hoje Eu Quero Sair Só"                                                       | 5:11    |  |
| 9.  | "Sem Jeito" (com participação de Lenine)                                      | 3:00    |  |
| 10. | "O Que Faltou Ser"                                                            | 2:56    |  |
| 11. | "Duras Pedras"                                                                | 3:03    |  |
| 12. | "Dias Iguais" (com participação de Nerina Pallot)                             | 3:50    |  |
| 13. | "Wonderwall"                                                                  | 3:49    |  |
| 14. | "Por Enquanto"                                                                | 3:44    |  |
| 15. | "Quando Você Passa (Turu turu)"                                               | 3:22    |  |
| 16. | "Estranho Jeito de Amar"                                                      | 3:23    |  |
| 17. | "Black Horse and The Cherry Tree"                                             | 4:12    |  |
| 18. | "Casa"                                                                        | 5:02    |  |
| 19. | "Quem Eu Sou"                                                                 | 3:18    |  |
| 20. | "Esconderijo"                                                                 | 3:33    |  |
| 21. | "Tempo" (com participação de Nerina Pallot, Lenine , Seu Jorge & Junior Lima) | 5:11    |  |

| Bônus-Track |                               |         |  |
| N.º         | Título                        | Duração |  |
| 22.         | "Idaho (Part. Nerina Pallot)" | 4:47    |  |

| Videoclipes |                |         |  |
| N.º         | Título         | Duração |  |
| 23.         | "Pés Cansados" | 3:42    |  |
| 24.         | "Quem Eu Sou"  | 4:04    |  |

| Depoimentos |                 |         |  |
| N.º         | Título          | Duração |  |
| 25.         | "Making Of"     | 7:55    |  |
| 26.         | "Lenine"        | 2:46    |  |
| 27.         | "Nerina Pallot" | 3:49    |  |
| 28.         | "Seu Jorge"     | 1:48    |  |

| Projeções |                                   |         |  |
| N.º       | Título                            | Duração |  |
| 29.       | "Ela/Ele"                         | 3:34    |  |
| 30.       | "Black Horse And The Cherry Tree" | 3:01    |  |
| 31.       | "Quem Eu Sou"                     | 3:59    |  |

## Prêmios e indicações
| Ano  | Premiação      | Categoria                     | Indicação          | Resultado | Ref.   |
| ---- | -------------- | ----------------------------- | ------------------ | --------- | ------ |
| 2012 | Mídia Festival | Melhor Capa / Projeto Gráfico | Manuscrito Ao Vivo | Venceu    | [ 11 ] |